# Alligatoridae
Los aligatóridos (Alligatoridae) son una familia de saurópsidos (reptiles) crocodilianos casi exclusivos de América con excepción de una especie (Alligator sinensis), conocidos vulgarmente como aligátores y caimanes, mientras que algunas especies sudamericanas se llaman yacarés. Incluye los géneros actuales Alligator, Caiman, Melanosuchus y Paleosuchus, así como numerosos géneros extintos.

## Dieta
El régimen alimenticio depende sobre todo de su edad; los jóvenes comen preferentemente insectos y anfibios. A medida que van creciendo su menú se va ampliando a peces, aves y mamíferos. En regiones donde no hay grandes animales de presa acostumbran a alimentarse de grandes caracoles.[cita requerida]
La cantidad de comida, en contra de lo que generalmente se piensa, es realmente muy pequeña. La digestión se realiza muy lentamente y para digerir una presa grande necesitan algunos días. En cautividad tienen bastante con unos 400 g de pescado y carne dos veces a la semana.[cita requerida]

## Especies
- Familia Alligatoridae
  - Género Leidyosuchus †
  - Género Deinosuchus †
  - Subfamilia Alligatorinae
    - Género Albertochampsa †
    - Género Chrysochampsa †
    - Género Hassiacosuchus †
    - Género Navahosuchus †
    - Género Ceratosuchus †
    - Género Allognathosuchus †
    - Género Hispanochampsa †
    - Género Arambourgia †
    - Género Procaimanoidea †
    - Género Wannaganosuchus †
    - Género Alligator
      - Alligator prenasalis †
      - Alligator mcgrewi †
      - Alligator olseni †
      - Alligator mefferdi †
      - Alligator sinensis - aligátor chino
      - Alligator mississippiensis - aligátor americano

  - Subfamilia Caimaninae
    - Género Necrosuchus †
    - Género Eocaiman †
    - Género Purussaurus †
    - Género Mourasuchus †
    - Género Orthogenysuchus †
    - Género Paleosuchus
      - Paleosuchus palpebrosus - caimán enano
      - Paleosuchus trigonatus - caimán protruso

    - Género Caiman
      - Caiman yacare
      - Caiman brevorostris†
      - Caiman crocodilus
      - Caiman latirostris 
      - Caiman lutescans †
      - Caiman sorontans † - No reportado en la literatura, probablemente un nomen nudum
      - Caiman venezuelensis†
      - Caiman wannlangstoni†

    - Género Melanosuchus
      - Melanosuchus fisheri †
      - Melanosuchus niger - caimán negro

## Aspectos culturales
En el folklore de los amerindios y afroamericanos, el caimán es reverenciado (especialmente sus dientes, que podrían ser usados contra brujerías y venenos).
El “hombre caimán” es una leyenda de las costas del norte de Colombia.
Una leyenda urbana asegura que aligátores grandes existen en los sumideros de ciudades como Nueva York. Serían animales comprados de crías por neoyorquinos, en Florida u otros lugares de donde son nativos, y que se escaparon o fueron abandonados al crecer. Tales leyendas son absolutamente falsas, ya que los aligátores solo sobreviven si cuentan con una fuente de rayos UV del sol, porque estos les son imprescindibles para metabolizar su calcio, y su ausencia les ocasionaría enfermedades metabólicas de huesos (raquitismo), y finalmente la muerte. Sí, en cambio, suelen encontrarse ocasionalmente pequeños aligátores y caimanes en lagos del norte. (Cocodrilos en alcantarillas, para más información).
El cuero de los aligátores tuvo un altísimo precio, lo que ocasionó su desaparición en muchas áreas. También es apreciada su carne como plato exótico.